# 에리크 디 메코
에리크 이브 디 메코(프랑스어: Éric Yves Di Meco, 1963년 9월 7일, 프로방스-알프-코트 다쥐르 지방 아비뇽 ~)는 프랑스의 전직 프로 축구 선수로, 현역 시절 좌측 수비수로 활약했다.

## 클럽 경력
디 메코는 바클뢰스의 아비뇽 출신이다. 현역 시절, 그는 주로 마르세유에서 활약했다. 초년 시절에 미드필더로 활약하며 낭시와 마르티그로 임대되었던 그는 1988년에 원 소속 구단에 복귀해 리그 1에서만 153번의 경기에 출전하며 4년 연속 리그 우승에 일조했다.
마르세유가 승부 조작으로 1993-94 시즌 끝에 강등되면서, 디 메코는 모나코로 이적해서도 1998년에 거의 35세가 되어 은퇴하기 전까지 주전으로 활약하며, 1996-97 시즌에 리그 정상에 또 올랐다.

## 국가대표팀 경력
디 메코는 1994년에 기린컵을 우승했고, 유로 1996에서도 자국 선수단 명단에 이름을 올렸다. 그는 후자의 대회에서 보다 젊은 빅상트 리자라쥐의 후보를 맡았고, 대회 후 국가대표팀에서 은퇴했다.

## 은퇴 후 행보
현역 은퇴 후, 디 메코는 정치에 입문하여 마르세유의 대중 운동 연합당 지방의원으로 활동했다.

## 수상
마르세유
- 디비시옹 1: 1988–89, 1989–90, 1990–91, 1991–92, 1992–93
- 쿠프 드 프랑스: 1988–89
- 챔피언스리그 / 유러피언컵
  - 우승: 1992–93
  - 준우승: 1990–91

모나코
- 디비시옹 1: 1996–97

프랑스
- 기린컵: 1994

서훈
- 국가 명예 기사장: 1996[1]